# Tropiocolotes bisharicus
Tropiocolotes bisharicus là một loài thằn lằn trong họ Gekkonidae. Loài này được Baha El Din mô tả khoa học đầu tiên năm 2001.